# Choilley-Dardenay
Choilley-Dardenay és un municipi francès situat al departament de l'Alt Marne i a la regió del Gran Est. L'any 2007 tenia 161 habitants.

## Demografia

### Població
El 2007 la població de fet de Choilley-Dardenay era de 161 persones. Hi havia 64 famílies de les quals 16 eren unipersonals (4 homes vivint sols i 12 dones vivint soles), 12 parelles sense fills, 24 parelles amb fills i 12 famílies monoparentals amb fills.
La població ha evolucionat segons el següent gràfic:
Habitants censats

### Habitatges
El 2007 hi havia 95 habitatges, 65 eren l'habitatge principal de la família, 14 eren segones residències i 16 estaven desocupats. Tots els 93 habitatges eren cases. Dels 65 habitatges principals, 50 estaven ocupats pels seus propietaris i 15 estaven llogats i ocupats pels llogaters; 4 tenien tres cambres, 19 en tenien quatre i 42 en tenien cinc o més. 53 habitatges disposaven pel capbaix d'una plaça de pàrquing. A 26 habitatges hi havia un automòbil i a 34 n'hi havia dos o més.

### Piràmide de població
La piràmide de població per edats i sexe el 2009 era:
| Homes | Edats   | Dones |
| ----- | ------- | ----- |
| 0     | 95 o +  | 0     |
| 0     | 90 a 94 | 4     |
| 0     | 85 a 89 | 0     |
| 0     | 80 a 84 | 0     |
| 8     | 75 a 79 | 8     |
| 0     | 70 a 74 | 8     |
| 4     | 65 a 69 | 8     |
| 4     | 60 a 64 | 8     |
| 0     | 55 a 59 | 0     |
| 12    | 50 a 54 | 0     |
| 0     | 45 a 49 | 16    |
| 4     | 40 a 44 | 4     |
| 0     | 35 a 39 | 0     |
| 8     | 30 a 34 | 8     |
| 4     | 25 a 29 | 0     |
| 12    | 20 a 24 | 0     |
| 0     | 15 a 19 | 4     |
| 0     | 10 a 14 | 0     |
| 4     | 5 a 9   | 0     |
| 4     | 0 a 4   | 8     |

## Economia
El 2007 la població en edat de treballar era de 99 persones, 65 eren actives i 34 eren inactives. De les 65 persones actives 60 estaven ocupades (32 homes i 28 dones) i 5 estaven aturades (2 homes i 3 dones). De les 34 persones inactives 17 estaven jubilades, 9 estaven estudiant i 8 estaven classificades com a «altres inactius».

### Ingressos
El 2009 a Choilley-Dardenay hi havia 71 unitats fiscals que integraven 177 persones, la mediana anual d'ingressos fiscals per persona era de 16.481 €.

### Activitats econòmiques
Dels 7 establiments que hi havia el 2007, 1 era d'una empresa extractiva, 1 d'una empresa alimentària, 2 d'empreses de construcció, 2 d'empreses de comerç i reparació d'automòbils i 1 d'una empresa immobiliària.
Dels 2 establiments de servei als particulars que hi havia el 2009, 1 era un guixaire pintor i 1 fusteria.
L'únic establiment comercial que hi havia el 2009 era una fleca.
L'any 2000 a Choilley-Dardenay hi havia 11 explotacions agrícoles.

## Poblacions més properes
El següent diagrama mostra les poblacions més properes.